# Stanford-universiteit
De Leland Stanford Junior University, beter bekend als de Stanford-universiteit of kortweg Stanford, is een Amerikaanse universiteit. De universiteit wordt gefinancierd met privé-gelden en is een van de topuniversiteiten van de VS: rijk en succesvol. Onderzoek en onderwijs staan bijzonder goed aangeschreven.
De universiteit ligt op 60 km van San Francisco in Californië, dicht bij de stad Palo Alto en in het centrum van Silicon Valley. Formeel maakt ze geen deel uit van Palo Alto, maar heeft de campus van de universiteit zijn eigen naam, "Stanford", binnen Santa Clara County.
Afgestudeerden van Stanford hebben een hoofdrol gespeeld in de ontwikkeling van Silicon Valley tot het belangrijkste centrum van de high-techindustrie in de wereld. Bijvoorbeeld, William Hewlett en David Packard waren twee onderzoekers van Stanford die in 1939 in hun garage de fundamenten legden van wat zou uitgroeien tot Hewlett Packard (HP), een van de meest toonaangevende elektronica- en informaticabedrijven uit de geschiedenis.

## Geschiedenis
Stanford werd in 1885 gesticht door de spoorwegmagnaat en gouverneur van Californië Leland Stanford en zijn vrouw Jane Stanford, ter nagedachtenis van hun zoon Leland Stanford, Jr, die aan vlektyfus overleed toen hij nog een tiener was.
De eerste steen werd gelegd op 14 mei 1887 en de universiteit werd officieel geopend op 1 oktober 1891 met 559 studenten en 7 stafleden. Vanaf het begin liet Stanford zowel vrouwen als mannen toe, al was er gedurende lange tijd een begrenzing op het aantal vrouwelijke studenten.
Het officiële motto van de Stanford-universiteit is "Die Luft der Freiheit weht" ("de wind der vrijheid waait"). Het is gebaseerd op een uit het Latijn vertaald citaat van Ulrich von Hutten, een Duitse humanist gedurende de reformatie. Toen Stanford opgericht werd, had het Duits juist de rol van het Latijn overgenomen als de taal voor de wetenschap en de filosofie.

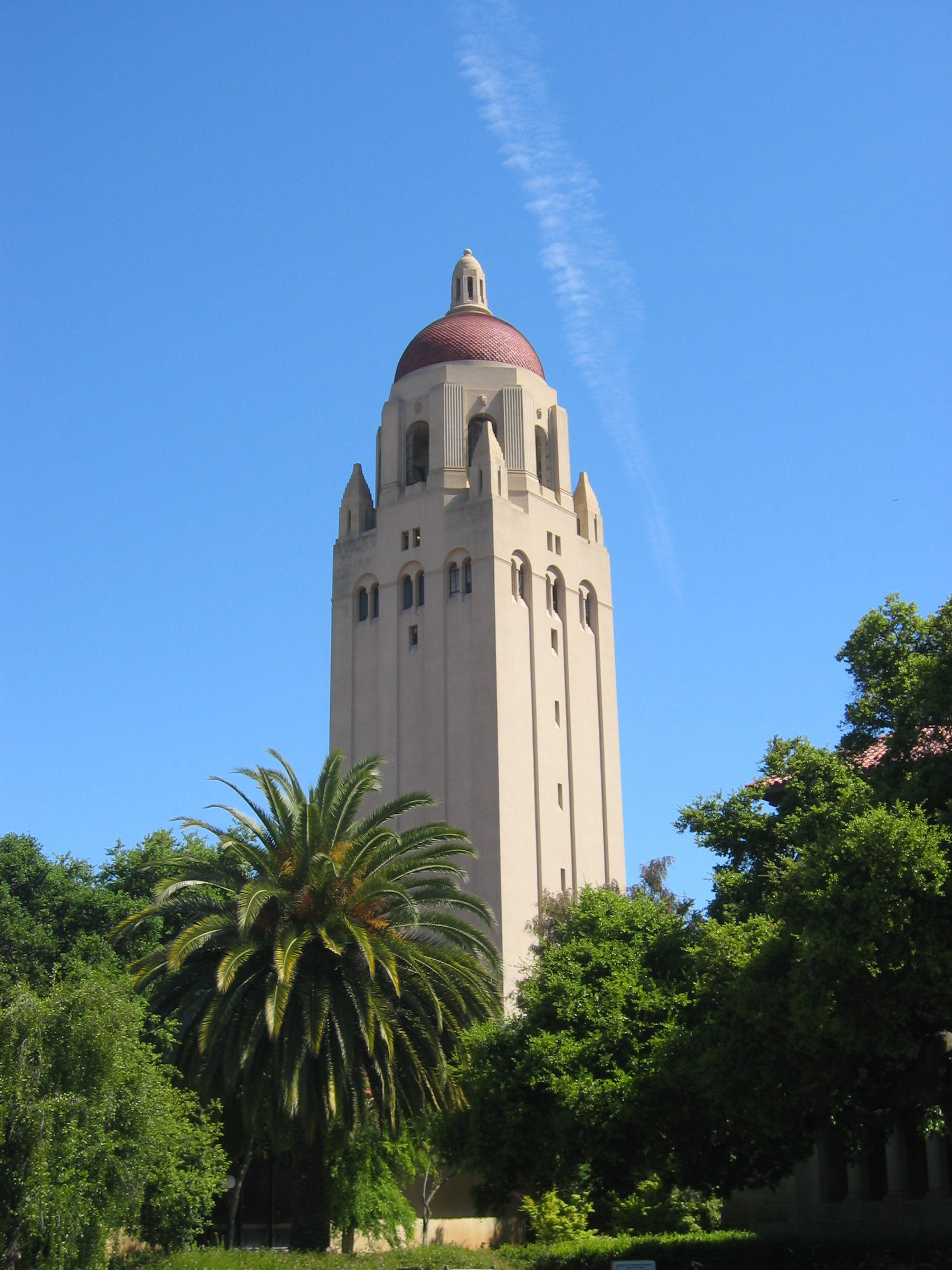
Hoover Tower
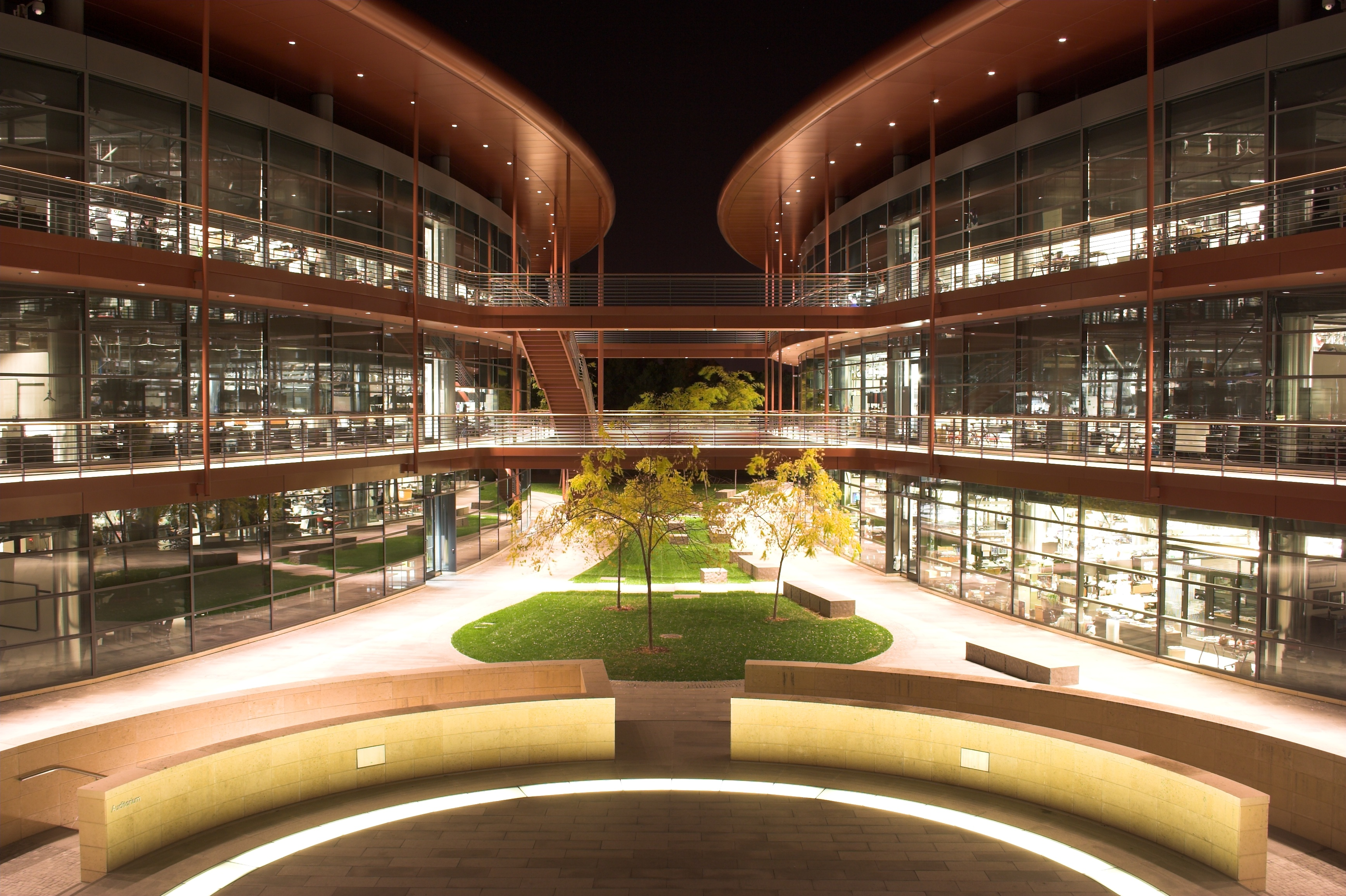
James H. Clark Center
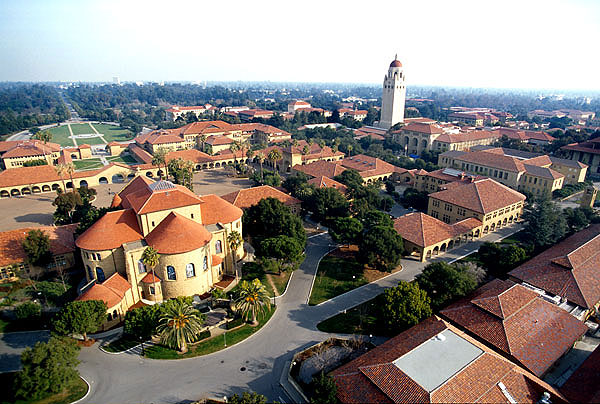
Stanford University Campus
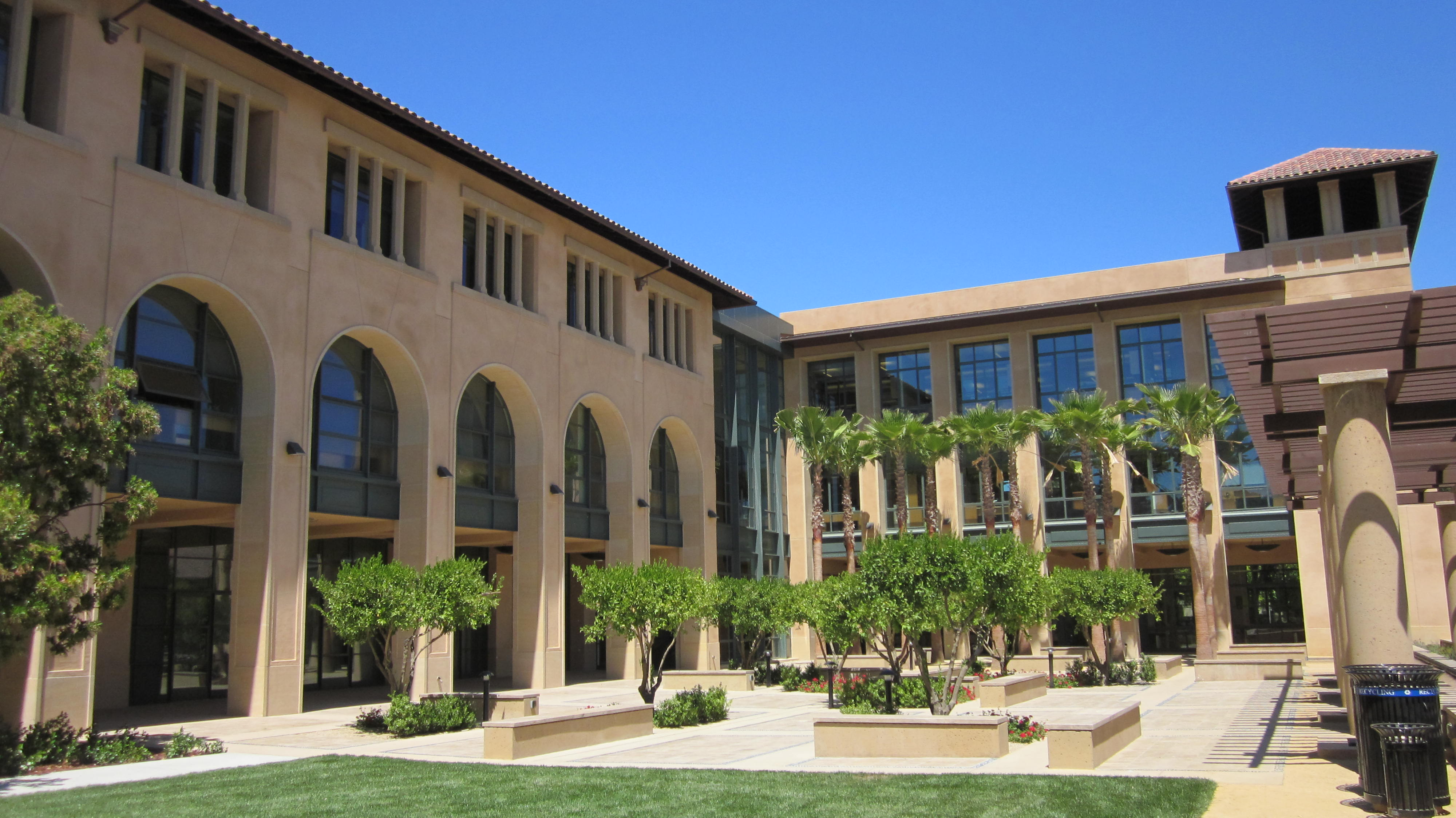
Stanford Institute for Economic Policy Research
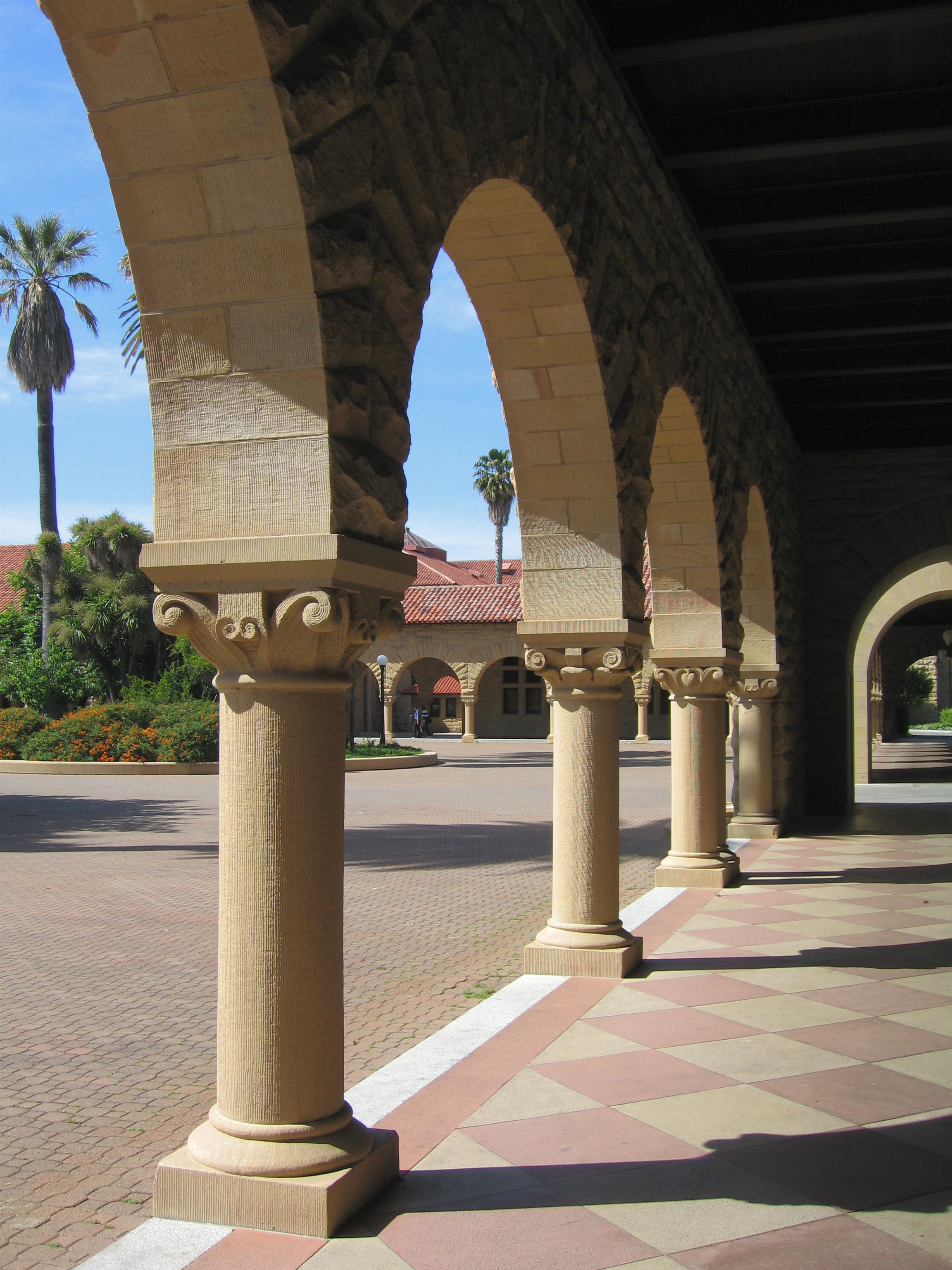
Stanford Quad

## Bekende mensen die aan Stanford gestudeerd of gewerkt hebben
Stanford heeft volgens Forbes het op een na grootste aantal miljardairs geproduceerd van alle Amerikaanse universiteiten. Oud-Stanford studenten hebben veel verschillende bedrijven opgericht, waaronder Hewlett-Packard, Nvidia, Yahoo!, Google, Nike, Palantir Technologies, PayPal, Instagram, Snapchat, Sun Microsystems, LinkedIn, Netflix, Pandora Radio, Electronic Arts, Dolby, Capital One, Bain Capital, D.E. Shaw & Co., Renren, TechCrunch, Victoria's Secret, Firefox en WhatsApp.
De bekendste afgestudeerden van Stanford omvatten de Amerikaanse president Herbert Hoover, rechters van het federale hooggerechtshof Sandra Day O'Connor, Anthony Kennedy, Stephen Breyer en William Rehnquist, ondernemer Charles R. Schwab en schaatser Eric Heiden.
Bekende personen die aan Stanford studeerden, maar hun studie niet afmaakten zijn schrijver John Steinbeck, filmactrice Jennifer Connelly, golfer Tiger Woods en tennisser John McEnroe.
De Nederlander Lourens Baas Becking behaalde aan Stanford een PhD en tevens was hij er hoogleraar economische botanie en plantenfysiologie. Ook botanicus Ira Loren Wiggins behaalde hier een PhD en was hier hoogleraar. In 1968 behaalde Dennis Breedlove een PhD aan deze universiteit. Botanicus LeRoy Abrams was zowel student als hoogleraar aan Stanford.
In onderstaand (niet-uitputtende) overzicht, staat de titel die de persoon aan Stanford heeft behaald en/of de functie die zij er hebben vervuld. De functie 'hoogleraar' omvat hier naar Amerikaans gebruik ook assistant professor en associate professor.

### Staatshoofden

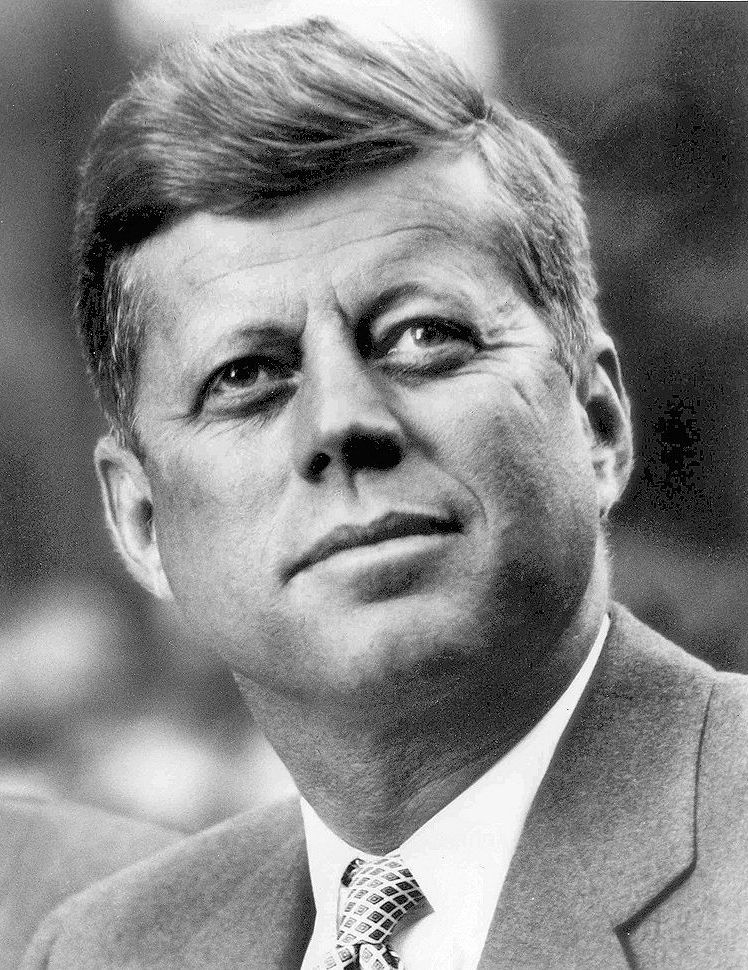
John F. Kennedy

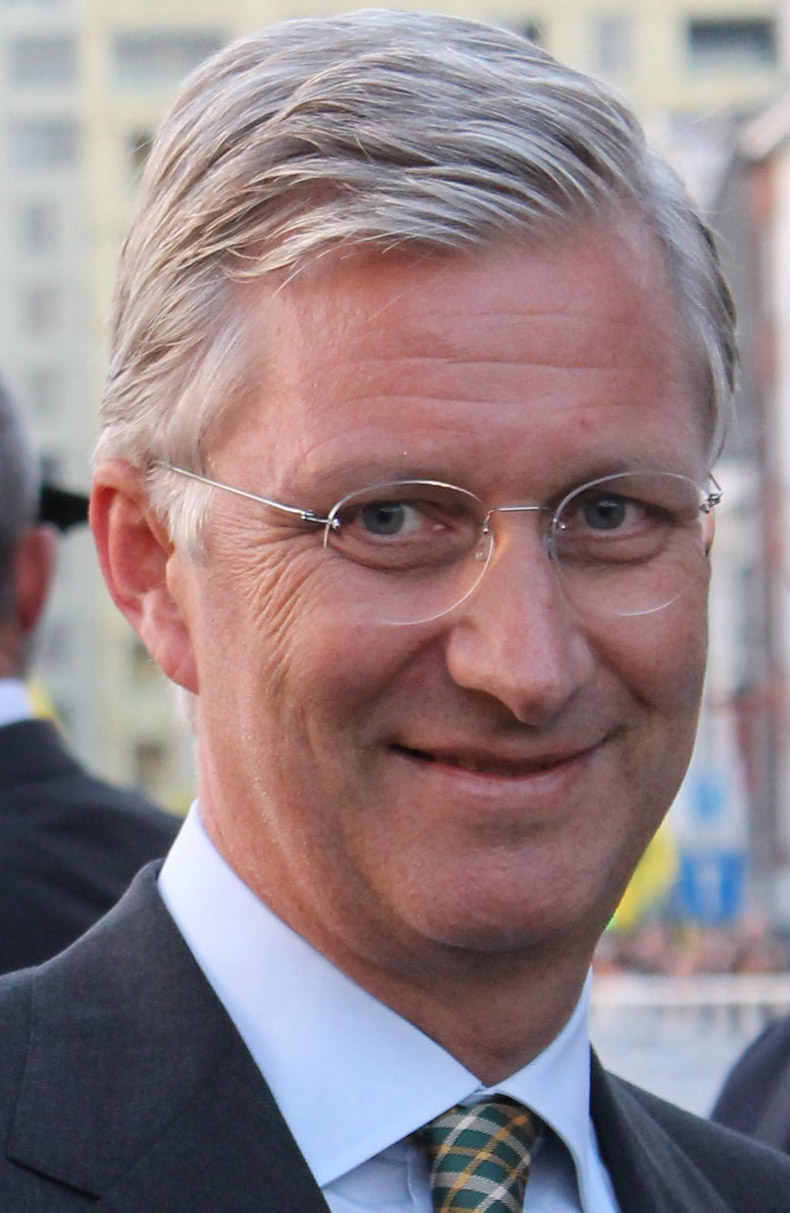
Koning Filip van België

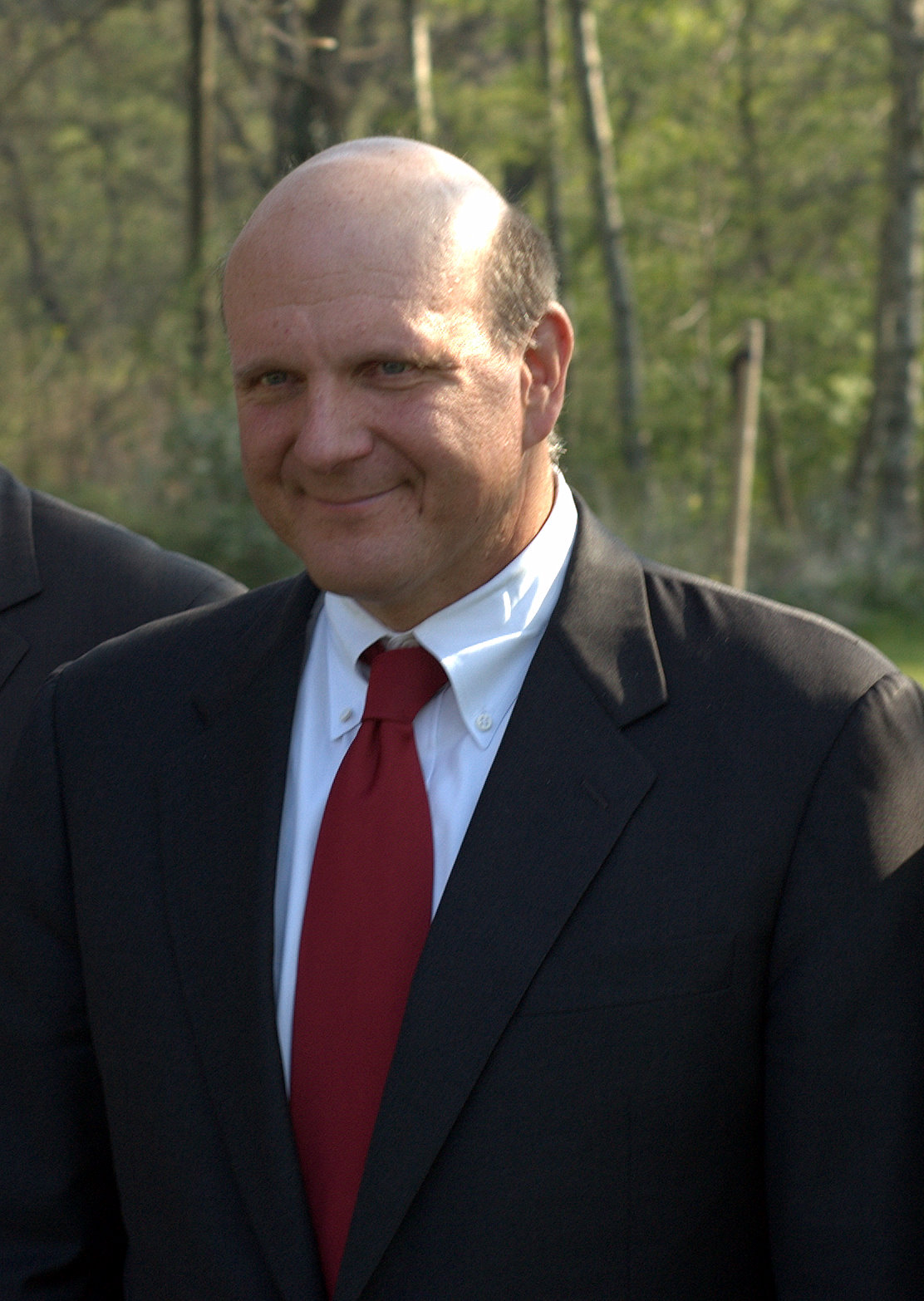
Steve Ballmer - Microsoft

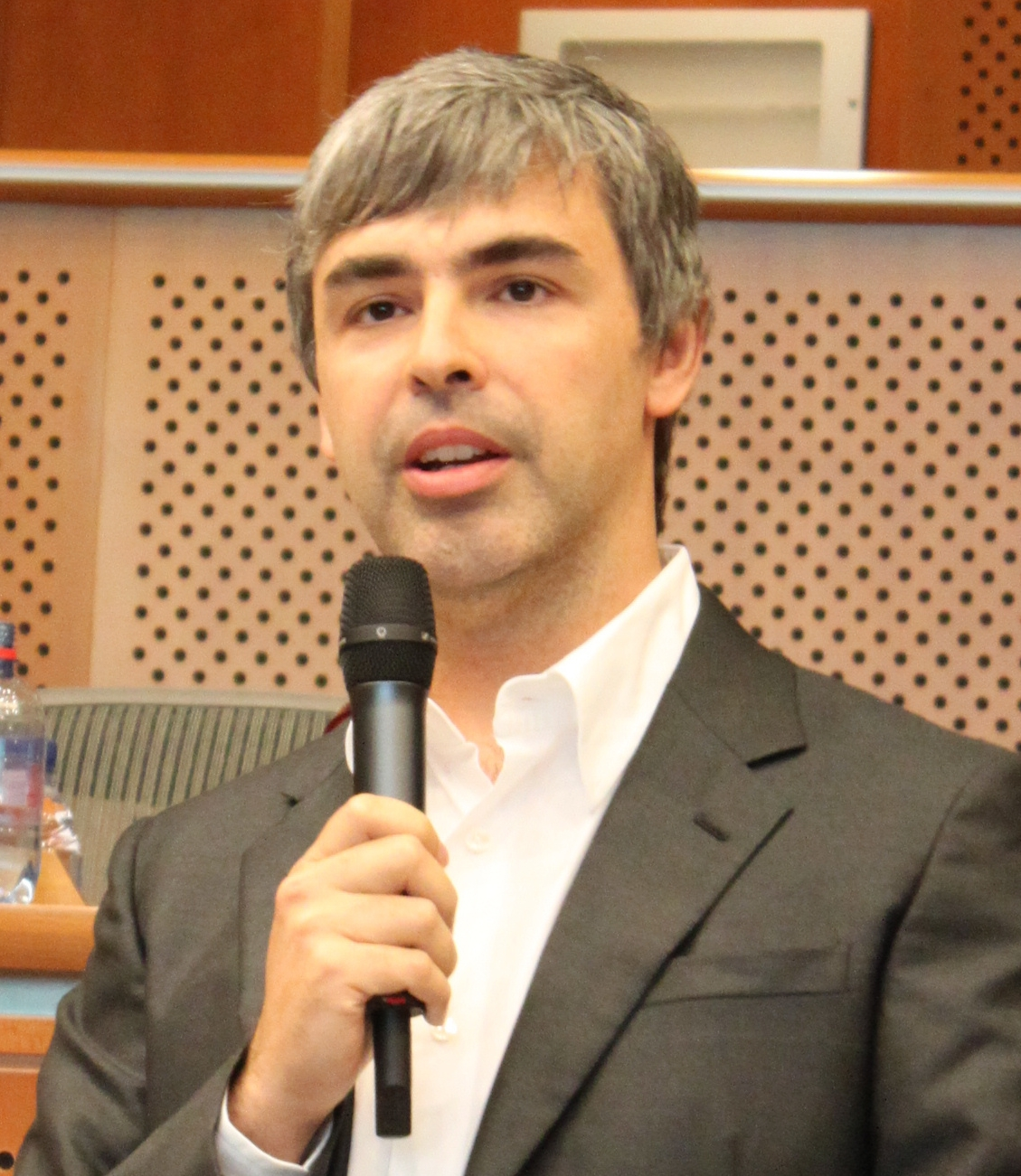
Larry Page - Google

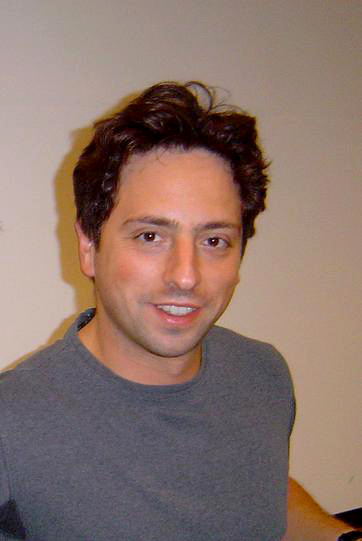
Sergey Brin - Google

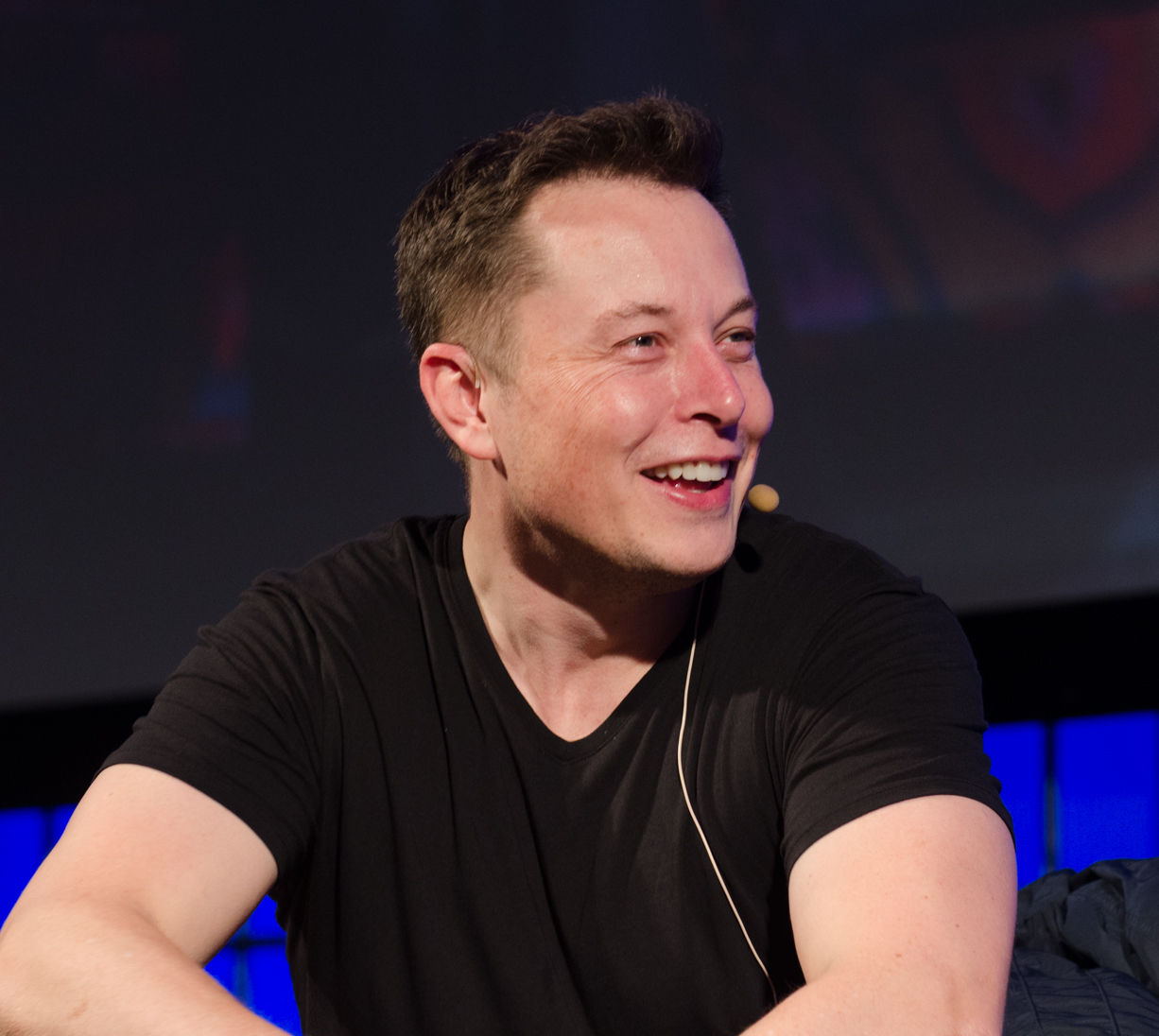
Elon Musk - Tesla Motors

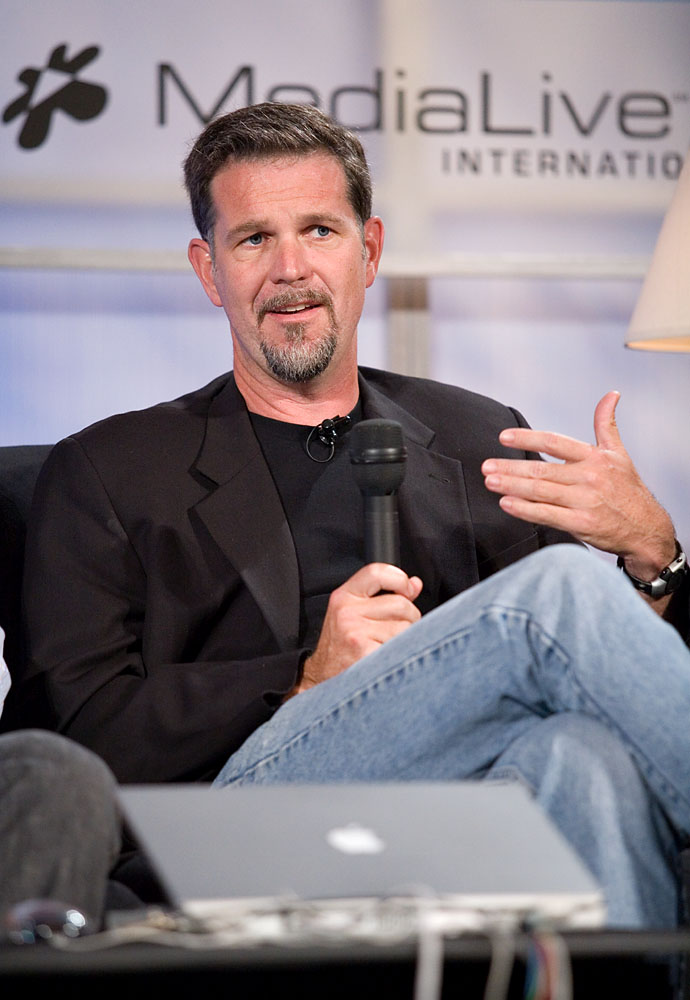
Reed Hastings - Netflix

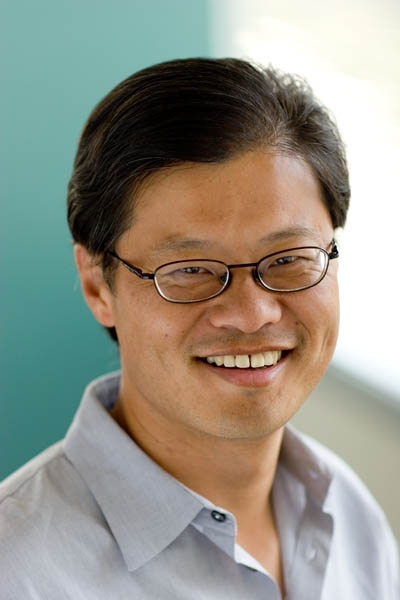
Jerry Yang - Yahoo!

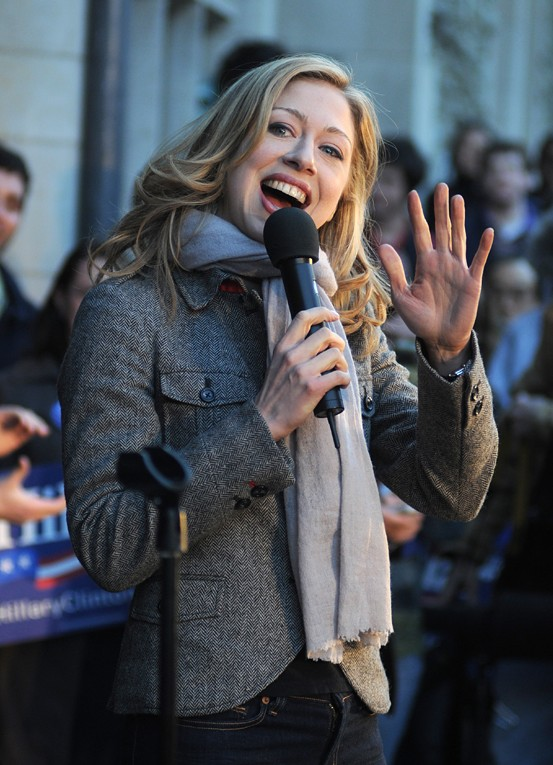
Chelsea Clinton

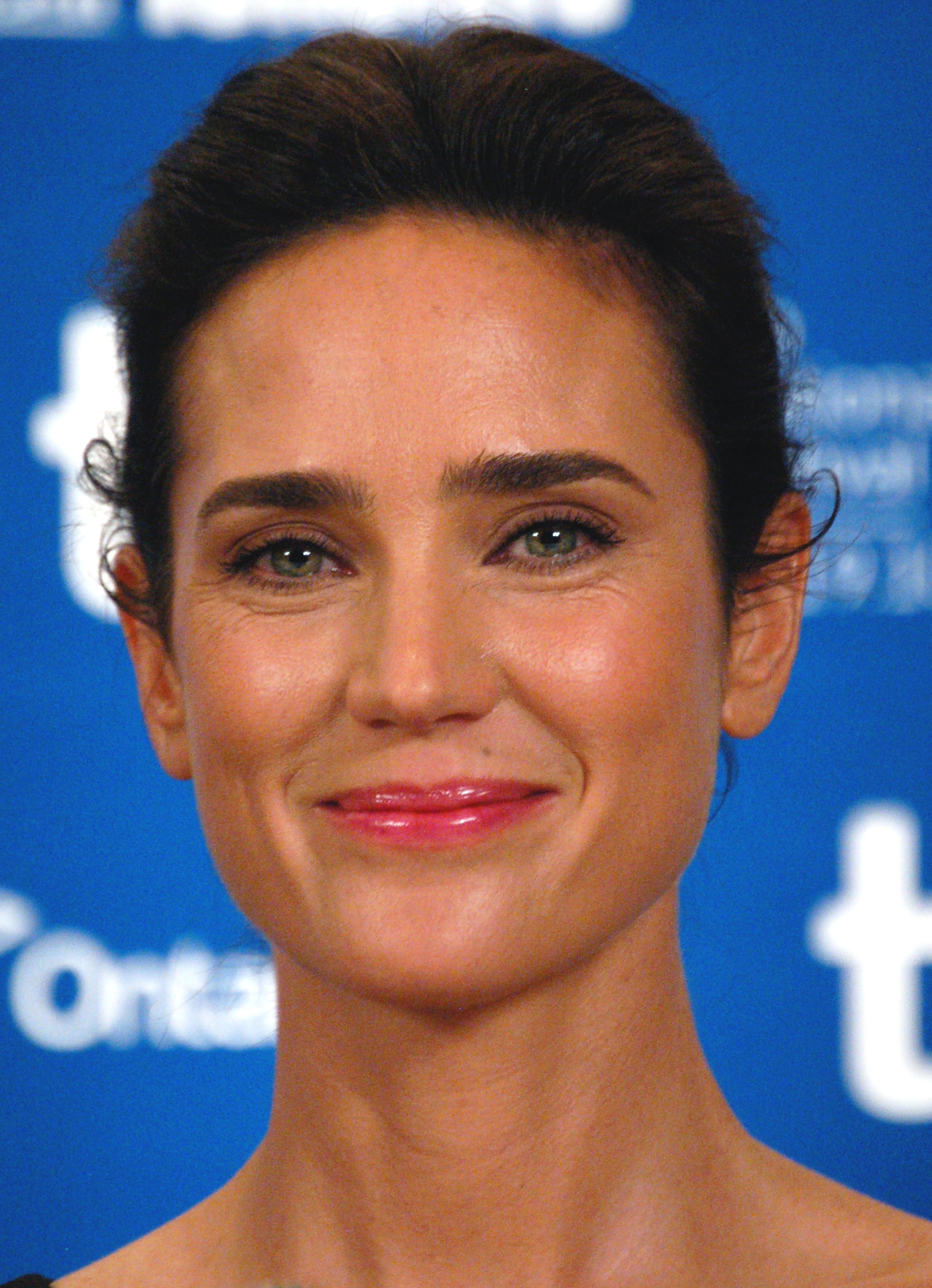
Jennifer Connelly

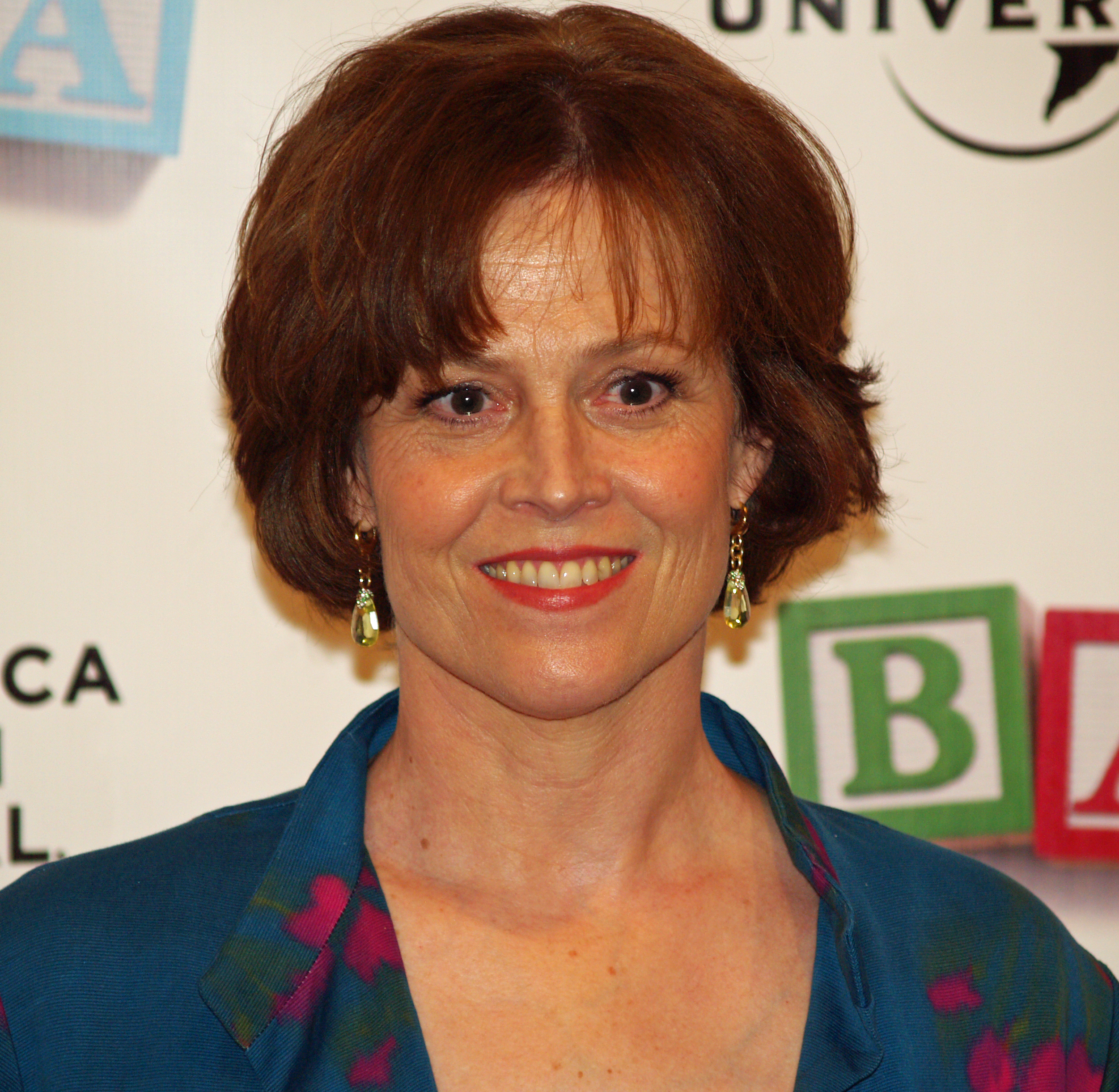
Sigourney Weaver

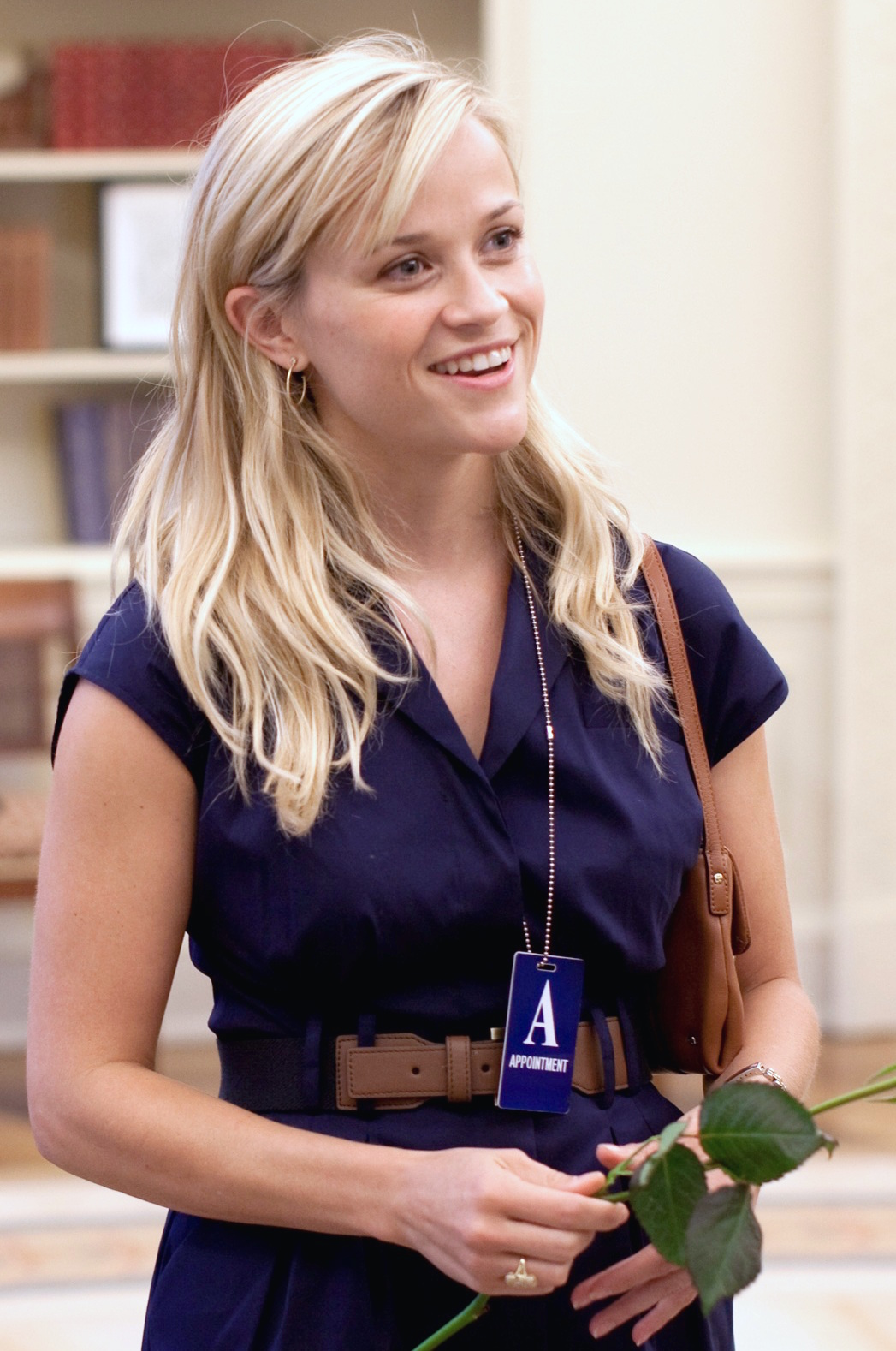
Reese Witherspoon

- Herbert Hoover, B.A., 31e president van de Verenigde Staten
- John F. Kennedy, 35e president van de Verenigde Staten
- Ricardo Maduro, B.A., president van Honduras
- John Atta Mills, J.D., president van Ghana
- Alejandro Toledo, M.A., Ph.D., President van Peru
- Jorge Serrano Elías, M.A., president van Guatemala
- Mohammed Waheed Hassan, M.A., Ph.D, president van de Maldiven
- Filip van België, M.A., Koning der Belgen
- Ehud Barak, M.S., premier van Israël
- Taro Aso, premier van Japan
- Yukio Hatoyama, Ph.D., premier van Japan

### Ministers en kabinetsleden
- Mohammad Reza Aref, M.S., Ph.D., vicepresident van Iran
- John Bryson, B.A., minister van Economische Zaken van de Verenigde Staten
- Warren Christopher, LL.B., minister van Buitenlandse Zaken van de Verenigde Staten
- William Perry, B.S., M.S., minister van Defensie van de Verenigde Staten
- Jyotiraditya Madhavrao Scindia, M.B.A., minister van Economische Zaken van India
- Penny Pritzker, MBA, minister van Economische Zaken van de Verenigde Staten

### Nobelprijzen
- Kenneth J. Arrow, hoogleraar, Economie 1972
- George W. Beadle, hoogleraar, Fysiologie of Geneeskunde 1958
- Gary Becker, hoogleraar, Economie 1992
- Paul Berg, hoogleraar, Scheikunde 1980
- Felix Bloch, hoogleraar, Natuurkunde 1952
- Steven Chu, hoogleraar, Natuurkunde 1997
- Eric Allin Cornell, B.S., Natuurkunde 2001
- Gérard Debreu, hoogleraar, Economie 1983
- Andrew Z. Fire, hoogleraar, Fysiologie of Geneeskunde 2006
- Paul Flory, hoogleraar, Scheikunde 1974
- Jerome Friedman, postdoc, Natuurkunde 1990
- Milton Friedman, hoogleraar, Economie 1976
- Sheldon Glashow, hoogleraar, Natuurkunde 1979
- Robert H. Grubbs, postdoc, Scheikunde 2005
- Theodor W. Hänsch, postdoc/hoogleraar, Natuurkunde 2005
- John Harsanyi, Ph.D., Economie 1972
- Dudley R. Herschbach, B.S., M.S., Scheikunde 1986
- Robert Hofstadter, hoogleraar, Natuurkunde 1961
- Guido Imbens, hoogleraar, Economie 2021
- Henry Kendall, postdoc en hoogleraar, Natuurkunde 1990
- Brian Kobilka, hoogleraar, Scheikunde 2012
- Arthur Kornberg, hoogleraar, Fysiologie of Geneeskunde 1959
- Roger Kornberg, Ph.D, Scheikunde 2006
- Willis Lamb, hoogleraar, Natuurkunde 1955
- Robert Laughlin, hoogleraar, Natuurkunde 1998
- Joshua Lederberg, hoogleraar, Fysiologie of Geneeskunde 1958
- Michael Levitt, hoogleraar, Scheikunde 2013
- Douglass North, hoogleraar, Economie 1993
- Douglas Osheroff, hoogleraar, Natuurkunde 1996
- Linus Pauling, hoogleraar, Scheikunde 1954 en Vrede 1962
- Martin L. Perl, hoogleraar, Natuurkunde 1995
- Burton Richter, hoogleraar, Natuurkunde 1976
- Alvin Roth, Ph.D., Economie 2012
- Arthur Schawlow, hoogleraar, Natuurkunde 1981
- Randy Schekman, Ph.D, Fysiologie of Geneeskunde 2013
- Myron Scholes, hoogleraar, Economie 1997
- Melvin Schwartz, hoogleraar, Natuurkunde 1988
- William Sharpe, hoogleraar, Economie 1990
- K. Barry Sharpless, Ph.D., Scheikunde 2001
- William Shockley, hoogleraar, Natuurkunde 1956
- Michael Spence, hoogleraar, Economie 2001
- John Steinbeck, Literatuur 1962
- Joseph Stiglitz, hoogleraar, Economie 2001
- Thomas Sudhof, hoogleraar, Fysiologie of Geneeskunde 2013
- Edward L. Tatum, hoogleraar, Fysiologie of Geneeskunde 1958
- Henry Taube, hoogleraar, Scheikunde 1983
- Richard E. Taylor, Ph.D., Natuurkunde 1990
- Carl Wieman, Ph.D., Natuurkunde 2001
- Oliver Williamson, MBA, Economie 2009
- Kenneth G. Wilson, hoogleraar, Natuurkunde 1982

### Zakenleven
- Brian Acton, B.S., medeoprichter van WhatsApp
- Jim Allchin, M.S., co-president van Microsoft
- Michael Arrington, J.D., oprichter van TechCrunch
- Steven Ballmer, CEO van Microsoft
- Craig Barrett, B.S., Ph.D., voorzitter en CEO van Intel
- Andy Bechtolsheim, medeoprichter van Sun Microsystems
- Jeffrey Bewkes, MBA, president en COO van Time Warner
- Sergey Brin, M.S., medeoprichter van Google
- Ray Dolby, oprichter van Dolby Laboratories
- Richard Fairbank, B.A., MBA, medeoprichter, voorzitter en CEO van Capital One
- David Filo, M.S., medeoprichter van Yahoo!
- Carly Fiorina, CEO van Hewlett-Packard
- Leslie Goodman, B.A., bestuurslid van Walt Disney Company
- Victor Grinich, Ph.D., een van de "traitorous eight" die Fairchild Semiconductor oprichtten
- Andrew Grove, oprichter, voorzitter en CEO van Intel
- Reed Hastings, M.S., oprichter van Netflix
- Trip Hawkins, MBA, oprichter van Electronic Arts
- Reid Hoffman, medeoprichter van LinkedIn
- William Hewlett, medeoprichter van Hewlett-Packard
- Jawed Karim, medeoprichter van YouTube
- Phil Knight, MBA, oprichter en CEO van Nike
- Omid Kordestani, MBA, Senior Vice President van Google
- Mike Krieger, medeoprichter van Instagram
- Elon Musk, voorzitter van Tesla Motors
- Scott McNealy, MBA, medeoprichter, voorzitter en CEO van Sun Microsystems
- David Packard, medeoprichter van Hewlett-Packard
- Larry Page, M.S., medeoprichter van Google
- Blake Ross, medeoprichter van Mozilla Firefox
- Evan Spiegel, medeoprichter van Snapchat
- Kevin Systrom, medeoprichter van Instagram
- David E. Shaw, Ph.D., oprichter van D.E. Shaw & Co.
- Jeffrey Skoll, MBA, eerste president van eBay
- Aaron Swartz
- Peter Thiel, medeoprichter van PayPal
- Joe Lonsdale, medeoprichter van Palantir Technologies
- David Wehner - CFO van Meta Platforms
- Jerry Yang, medeoprichter van Yahoo!

### Anderen
- bell hooks, schrijfster, professor, feministe en sociaal activiste
- Stephen Breyer, rechter van het Supreme Court van de Verenigde Staten
- Vinton Cerf, internetpionier
- Chelsea Clinton, dochter van president Bill Clinton
- Sandra Day O'Connor, rechter van het Supreme Court van de Verenigde Staten
- Jennifer Connelly, actrice
- Michael Cunningham, schrijver
- Ted Danson, acteur
- Landry Fields, basketballer bij de New York Knicks
- Anne de Graaf, schrijfster
- Eric Heiden, schaatser
- Lou Henry Hoover, first lady
- Susan Helms, M.Sc., astronaut
- Anthony Kennedy, rechter van het Supreme Court van de Verenigde Staten
- Ken Kesey, M.A., schrijver
- Paul Wilbur Klipsch, M.Sc., uitvinder, ingenieur, wetenschapper, piloot
- Barbara Liskov, MSc, Ph.D., informaticus
- Brook Lopez, basketballer bij de New Jersey Nets
- William Rehnquist, vroegere opperrechter van het Supreme Court van de Verenigde Staten
- Ronald Rivest, Ph.D., cryptograaf
- Robert Sapolsky, endocrinoloog
- Vikram Seth, dichter en schrijver
- Daniel Sleator, Ph.D., computerwetenschapper
- John Steinbeck, schrijver
- Scott Turow, M.A., schrijver
- Sigourney Weaver, actrice
- Reese Witherspoon, actrice
- James Woolsey, voormalig directeur van de CIA

### In fictie
Film
- Grace Augustine heeft in de film Avatar een Stanford T-shirt aan
- Ace Ventura in de film Ace Ventura: Pet Detective
- Takagi in de film Die Hard
- Gabriella in de film High School Musical 3: Senior Year
- Amy in de film the Social Network

Televisie
- Dana Scully in de televieserie The X-Files
- Cristina Yang in de televieserie Grey's Anatomy
- Captain B. J. Hunnicutt in de televieserie M*A*S*H
- Kate Warner en Wayne Palmer in de televieserie 24
- Kate Beckett in de televieserie Castle
- Lloyd in de televieserie Entourage